# Detective Conan - Requiem per un detective
Detective Conan - Requiem per un detective (名探偵コナン 探偵たちの鎮魂歌（レクイエム）?, Meitantei Konan - Tantei-tachi no rekuiemu, lett. "Detective Conan - Il requiem dei detective"), conosciuto anche con il titolo internazionale Detective Conan: The Private Eyes' Requiem, è un film d'animazione del 2006 diretto da Yasuichirō Yamamoto.
Si tratta del decimo film dedicato al decimo anniversario della serie anime Detective Conan, uscito in Giappone il 15 aprile 2006.

## Trama
Kogoro viene invitato con Conan, Ran, Ai e i Detective Boys al "Red Castle", un prestigioso hotel che si trova a Yokohama, davanti al parco dei divertimenti Miracle Land. Una volta nell'hotel, a tutti viene regalato un free pass ID per entrare gratis nel parco, così che i ragazzi possano divertirsi mentre Kogoro risolve un caso che gli verrà sottoposto dalla persona che lo ha contattato. Mentre i Detective Boys, Ran e Ai si dirigono verso l'ingresso, Conan viene trattenuto con una scusa. Uno dei camerieri dell'hotel avvia una videoproiezione, in cui un uomo dal volto coperto spiega che i free pass ID sono equipaggiati con bombe a orologeria ed esploderanno se Kogoro non riuscirà a risolvere il caso entro le dieci di sera, se tenteranno di toglierseli o se i ragazzi usciranno dal parco. La persona che ha commissionato l'indagine dà un solo indizio: "TAKA 3 - 8". Conan e Kogoro iniziano le indagini, mentre Ai, informata da Conan con la ricetrasmittente, tenta di non far uscire dal parco i ragazzi, del tutto ignari del pericolo che stanno correndo, anche se l'impresa si rivela ardua.
I due detective raggiungono il luogo indicato dall'indizio, un vecchio hotel dove vive un senzatetto. Conan interroga l'uomo e questi rivela di aver visto parecchio movimento attorno all'edificio un giorno: un enorme uccello bianco era passato davanti al sole, un'auto nuova era stata parcheggiata in mattinata nel cortile, mentre al tramonto al suo posto c'era una macchina vecchia. In quello stesso giorno, le cantine dell'albergo erano state chiuse dagli agenti immobiliari. Forzando la porta delle cantine, Conan trova un borsone che contiene un passamontagna e una pistola. Mentre escono dall'edificio, Conan e Kogoro vengono fermati dalla polizia. In quel momento, Kaito Kid sfreccia sopra di loro a bordo del suo deltaplano.
Kogoro e Conan vengono portati in commissariato e scoprono che la polizia sta cercando di catturare Kaito Kid perché sospettato di voler compiere un furto in uno degli edifici del quartiere di Minato Mirai, dove si sta svolgendo una mostra di pietre preziose. Conan viene contattato dalla persona che ha commissionato l'indagine e questi mostra di conoscere la vera identità del ragazzo. Inoltre, l'uomo rivela il secondo indizio: recarsi alla terrazza del caffè la sera. Conan capisce che deve recarsi nel luogo dove è stato posato il primo lampione in città. Qui il ragazzo incontra Heiji, che è stato assoldato per la stessa indagine e con le stesse modalità. Kogoro riesce ad avvertire la polizia del pericolo che i ragazzi stanno correndo, senza che il criminale se ne accorga.
A Miracle Land, Ran incontra prima Sonoko, che dovrà presenziare a una festa nell'hotel, e poi Kazuha. Per fare in modo che le ragazze non escano dal parco, Ai finge di svenire. Nel frattempo, Heiji e Conan ricevono un altro indizio: "YOU CRY". I due detective incontrano Saguru Hakuba, senza sapere che è in realtà Kaito Kid travestito, con il bracciale di Sonoko. Grazie all'aiuto del nuovo arrivato, Conan ed Heiji capiscono che l'indizio è un insieme di due acronimi: il primo indica l'università di Yokohama e il secondo un club universitario. Parlando con i ragazzi del club, i tre detective scoprono che uno dei presidenti, Suehiko Ito, è sospettato di aver assaltato un furgone portavalori. I ragazzi scoprono anche che uno degli amici di Suehiko è stato eliminato con un colpo sparato da un fucile di precisione e una loro amica comune, Reiko Shimizu, si è tolta la vita. L'uomo che ha commissionato le indagini, dopo essersi accertato che i ragazzi abbiano intuito su quale caso indagare, invia dei motociclisti armati per aggredire i tre detective. I ragazzi riescono a mettersi in salvo, Conan viene ferito a una gamba. Nel frattempo, al parco dei divertimenti, i Detective Boys si scontrano con un borseggiatore e lo inseguono.
Ran e Kazuha aiutano i ragazzi a bloccare il criminale, ma questi riesce a prendere Ayumi in ostaggio. Un bizzarro intervento di Sonoko fa sì che il malvivente si lasci sfuggire di mano la ragazzina. Successivamente interviene anche Sato che, pur essendo nel parco per un appuntamento segreto con Takagi, riesce a stendere il criminale, che viene così arrestato. Conan, che aveva perso conoscenza durante l'aggressione, si risveglia nell'auto di Agasa e scopre che Heiji non è riuscito a risolvere il caso. I tre si dirigono verso il "Red Castle". Durante il tragitto, Agasa rivela a Conan ed Heiji gli indizi trovati da Kogoro durante la sua indagine parallela, che si rivelano altrettanto fondamentali.
Conan ed Heiji riescono infine a risolvere il caso e, grazie anche al provvidenziale intervento di Kaito Kid, a salvare i loro amici prima che saltino tutti in aria sulle montagne russe.

## Colonna sonora
Il musicista Katsuo Ōno ha composto quarantaquattro nuove tracce, usate poi anche nella serie televisiva. La sigla finale è Yuruginai mono hitotsu (ゆるぎないものひとつ? "Una sola cosa stabile"), dei B'z.

## Distribuzione

### Edizione italiana
In Italia il film è stato solo trasmesso in televisione, in una versione divisa in cinque parti da venti minuti circa e in una versione intera, entrambe senza censure video e con lo stesso doppiaggio, che è stato eseguito dalla Merak Film e diretto da Graziano Galoforo su dialoghi di Oliviero Corbetta, e presenta alcune censure su termini come "morire" e "uccidere", resi con "perdere la vita" ed "eliminare".
La versione divisa in parti è stata trasmessa su Italia 2 dal 13 al 17 giugno 2012, alle ore 20:40. Questa versione non ha l'introduzione che riassume l'inizio della storia del manga, presente in ogni film seppur con qualche differenza. L'epilogo, che nell'originale si trova dopo la sigla finale, è stato collocato prima di essa. In questa versione è stata utilizzata, come sigla di apertura e chiusura di ogni parte, la prima sigla italiana, Detective Conan di Giorgio Vanni, con le immagini della sigla di apertura dell'episodio speciale 479, in cui sono presenti quindi anche alcuni personaggi comparsi solo in quell'episodio. Per la prima parte della sigla finale le immagini sono spostate sulla destra e i titoli internazionali in inglese scorrono su sfondo nero sulla parte sinistra dello schermo.
La versione intera è andata in onda sempre su Italia 2 il 26 settembre 2012. Questa versione come l'originale non ha sigla iniziale, e mantiene l'introduzione, la sigla finale originale e l'epilogo collocato dopo di essa. La sigla finale ha le immagini originali con i titoli internazionali in inglese e sono stati aggiunti i crediti italiani riguardanti il doppiaggio.
Nel doppiaggio italiano, solo in questo film, l'ispettore Otaki viene erroneamente definito "agente" e il cognome di Saguru Hakuba è traslitterato "Shirama".

### Edizioni home video
In Giappone il film è stato pubblicato in DVD da Shogakukan il 13 dicembre 2006 in un'edizione standard e in più un'edizione limitata in due dischi. Nella stessa data, questo è stato pubblicato anche in VHS dall'omonima società. Dopodiché, il film è stato pubblicato da Being con l'etichetta B-vision in un'edizione in Blu-ray Disc e in una nuova edizione in DVD, entrambe a disco singolo e uscite il 25 febbraio 2011. È l'ultimo film di Detective Conan uscito in VHS. In Italia non è mai stato pubblicato per l'home video.

## Accoglienza
Requiem per un detective ha incassato circa 3 miliardi e 30 milioni di yen, ovvero circa 20 milioni e 200 000 euro, classificandosi all'undicesimo posto dei film giapponesi con il maggior incasso in patria nel 2006. Il film è stato nominato per gli Awards of the Japanese Academy del 2007 nella categoria animazione, in cui ha poi vinto La ragazza che saltava nel tempo.

## Versione a fumetti
Con i fotogrammi del film è stato prodotto un anime comic in due volumi dal titolo Gekijōban Meitantei Conan - Tantei-tachi no requiem (劇場版 名探偵コナン 探偵たちの鎮魂歌（レクイエム）?, Gekijōban Meitantei Konan - Tantei-tachi no rekuiemu, "Detective Conan - Il film - Il requiem dei detective"). La "prima parte" (上?, jō) è stata pubblicata da Shogakukan il 18 novembre 2006 (ISBN 4-09-120808-8), la "seconda parte" (下?, ge) il 18 dicembre dello stesso anno (ISBN 4-09-120809-6). Un'edizione in volume unico è stata poi pubblicata sempre da Shogakukan il 17 aprile 2009 (ISBN 978-4-09-121648-9).